# Fototerapia

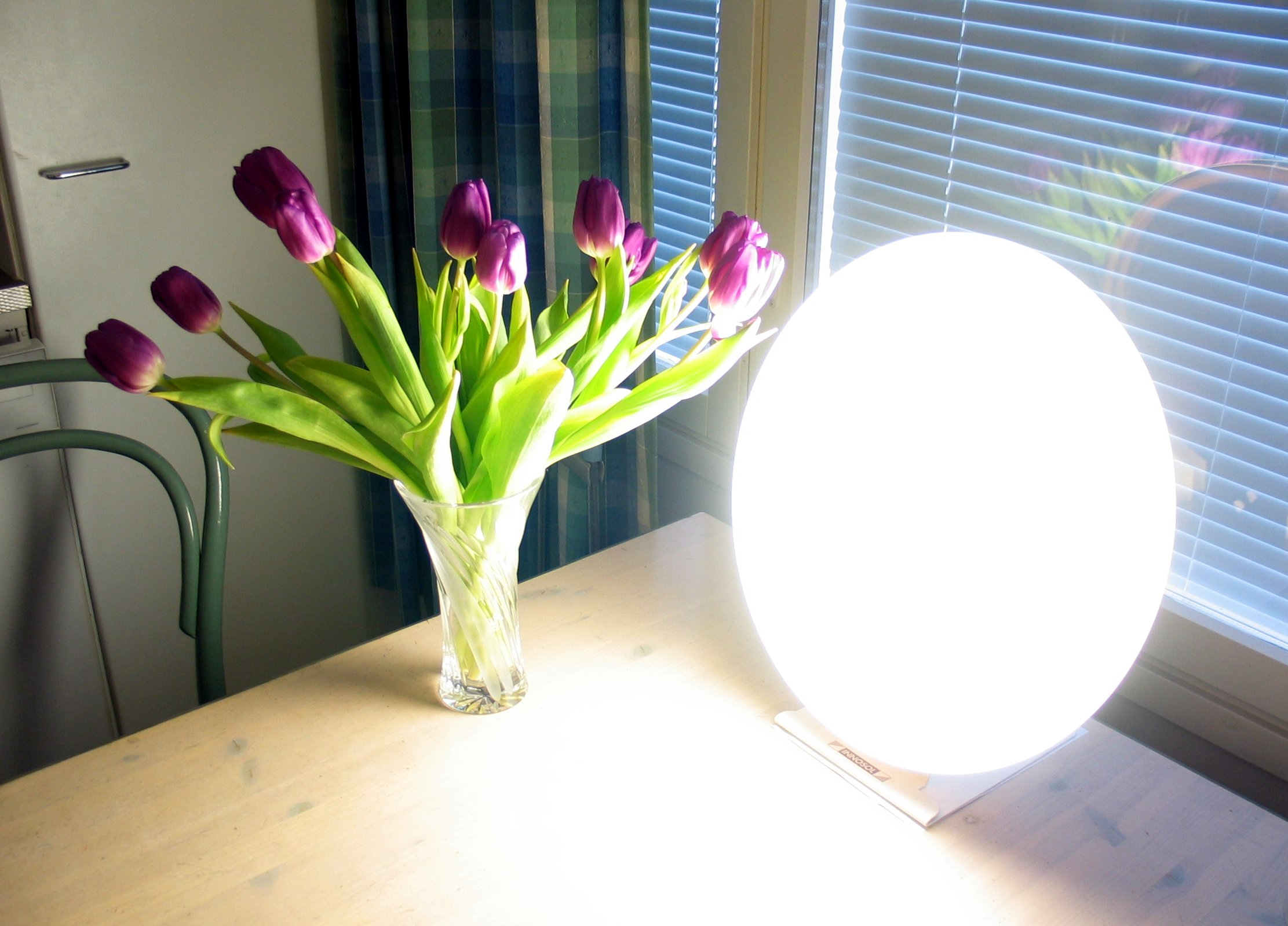
Lampa do fototerapii w depresji sezonowej

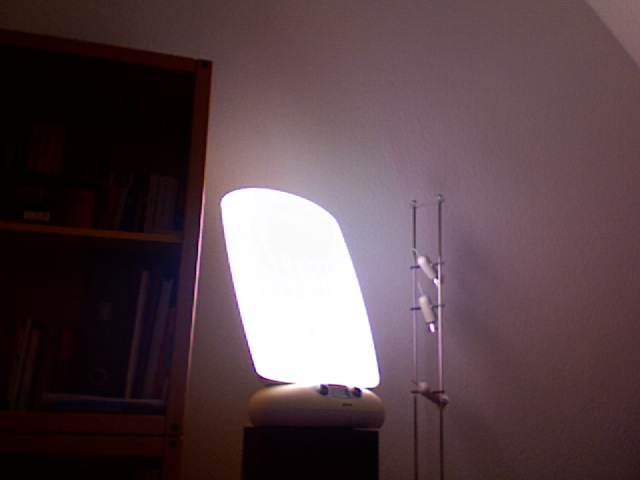
Lampa do fototerapii

Fototerapia (światłoterapia), czyli światłolecznictwo, helioterapia – nazwa określająca różne działania mające u podstawy leczenie światłem.
W fototerapii wykorzystuje się naturalne źródła światła (helioterapia) oraz źródła sztuczne (aktynoterapia).

## Leczenie światłem widzialnym
- Leczenie światłem widzialnym jest stosowane w leczeniu depresji sezonowej (choroby afektywnej sezonowej). Najczęściej wykorzystuje się w tym celu światło widzialne (o barwie białej lub zielonej). Promienie UV nie mają działania leczniczego w depresji sezonowej. Tak prowadzona fototerapia nie powoduje istotnych działań niepożądanych. Fototerapia depresji sezonowej powinna być prowadzona oświetleniem o natężeniu co najmniej 2500 luksów (5-10 razy większe niż zalecane natężenie oświetlenie pomieszczeń) na poziomie oczu chorego (zwykle stosowane są natężenia o zakresie 5000–10000 luksów). Fototerapię rozpoczyna się od codziennych sesji trwających od 1/2 godziny do 2 godzin w zależności od natężenia stosowanego światła. Najczęściej po 14 dniach codziennego stosowania fototerapii, możliwe jest ocenienie przez lekarza, czy jej skuteczności jest zadowalająca. Przyjmuje się, że w wyniku zastosowania fototerapii poprawę uzyskuje 60–75% pacjentów, u których rozpoznano depresję sezonową. Po uzyskaniu poprawy zaleca się stosowanie fototerapii podtrzymującej, podczas której zabiegi przeprowadzane są co 2–4 dni[1].
- Fototerapię stosuje się w leczeniu atopowego zapalenia skóry[2].
- W fototerapii noworodka stosuje się światło niebieskie o długości fali około 470 nm.

## Leczenie światłem podczerwonym
Leczenie podczerwienią ma głównie zastosowanie w fizykoterapii, gdzie wykorzystuje się światło o długości od 720 do 1500 nm i wykorzystuje się podstawową cechę podczerwieni czyli działanie rozgrzewające. Promieniowanie penetruje na małą głębokość tkanek, powodując ich rozgrzanie, rozszerzenie naczyń krwionośnych i co za tym idzie wzmożenie ukrwienia i przemiany materii, zmniejszenie napięcia mięśni.

## Leczenie światłem nadfioletowym
- fotochemioterapia